# جود السفياني
جود السفياني (22 فبراير 2001)، ممثلة سعودية وناشطة على منصات التواصل الاجتماعي. كانت بدايتها في المجال الفني عام 2020 في مسلسل الميراث.

## عن حياتها
ولدت في مدينة جدة وكانت بداية انطلاقتها من خلال الاعلانات، حيث بدأت مسيرتها الفنية في مجال الدعاية والإعلان، حيث ظهرت في إعلان المراعي وإعلان أولويز، واقتحمت عالم التمثيل في العام 2020 م، عندما انتقلت إلى مجال التمثيل بمشاركتها في مسلسل الميراث بدور زينة الخطوان، كما شاركت في مسلسل بيت طاهر بدور عزيزة، ولها مشاركة أيضا في فيلم قصير بعنوان رخصة، وأيضا مشاركتها في مسلسل خريف القلب الذي يتكون من 90 حلقة، ولعبت في هذا المسلسل دورا رئيسيا حيث جسدت شخصية أمل.

## من أعمالها

### المسلسلات
- الميراث. (2020)
- آخر ريال (2021)
- بيت طاهر. (2023)

• طاش العودة (2023)
- خريف القلب. (2024)
- حكاية لونا. (2024)
- ولد ل يموت (2025)

### الأفلام
- أحلام العصر. (2024)
- رخصة.